# Hotel Kangerlussuaq
Hotel Kangerlussuaq er et hotel i Kangerlussuaq, Grønland. Det ligger ved Kangerlussuaq Lufthavn, og er et tre-stjernet hotel som har 70 værelser.
67°1′9.69″N 50°41′37.5″V / 67.0193583°N 50.693750°V